# Holopsamma simplex
Holopsamma simplex är en svampdjursart som först beskrevs av Lendenfeld 1889.  Holopsamma simplex ingår i släktet Holopsamma och familjen Microcionidae. Inga underarter finns listade i Catalogue of Life.